# Schneefernerkopf
Le Schneefernerkopf est un sommet des Alpes, à 2 874 m d'altitude, dans le Wetterstein, à la frontière entre l'Allemagne (Bavière) et l'Autriche (land du Tyrol).